# Léon de Jouvenel
Pour les articles homonymes, voir Jouvenel.
Léon Jacques Stanislas de Jouvenel, 2e baron de Jouvenel (25 septembre 1811 - 9 septembre 1886) est un homme politique et avocat français.

## Biographie

### Vie privée
Il est le fils de Bertrand de Jouvenel, 1er baron de Jouvenel (1786-1874)  et de Marie-Thérèse Rondet d'Affieux (1788-1874). Légitimiste, il est député de la Corrèze de 1846 à 1848, de 1852 à 1863 et de 1871 à 1876.
Il est partisan, avec Ferdinand de Douhet, de l'instauration du vote familial, il est l'auteur d'un essai, publié sous le pseudonyme de Comte Jeneséki, dans lequel il s'oppose au droit de vote des femmes.
Il porte le titre de baron créé par ordonnance du 16 mai 1817, il est aussi connu comme le baron de Jouvenel.

### Vie publique

#### Monarchie de Juillet
Propriétaire terrien, Jouvenel est élu député du 2e collège de la Corrèze (Brive), le 1er août 1846, par 169 voix (327 votants, 355 inscrits), contre 153 à Jean-Charles Rivet, député sortant. Il siège à droite et est rendu momentanément à la vie privée par la Révolution de 1848.

#### Second Empire
Rallié au coup d’État du 2 décembre 1851, Jouvenel est désigné candidat officiel au Corps législatif, dans la 2e circonscription de la Corrèze, le 29 février 1852, et est élu avec 18 518 voix (24 083 votants, 40 803 inscrits).
Mais, en janvier 1862, Napoléon III fait présenter au Corps un projet de dotation de 50 000 francs de rente perpétuelle en faveur du général Charles Cousin-Montauban, le vainqueur de la bataille de Palikao. Le Corps législatif montre, pour la première fois, une certaine résistance et c'est Jouvenel, nommé rapporteur de la commission chargée d'examiner le projet, qui doit exprimer au gouvernement le regret de ses pairs et conclure au rejet du projet de loi. Celui-ci est immédiatement retiré, mais il n'en faut pas davantage pour que Jouvenel se voit retire le patronage officiel. Il en profite (avril 1863) pour réclamer plus de liberté dans les élections.

#### Troisième République
Lors des élections générales du 8 février 1871 à l'Assemblée nationale, il est élu représentant de la Corrèze, le cinquième sur six, par 27 967 voix (54 642 votants sur 83 707 inscrits). Redevenu légitimiste, il siège à droite. Il vote notamment pour la ratification du traité préliminaire de paix (2 mars), pour la demande de prières publiques (16 mai), pour l'abrogation des lois d'exil du 10 avril 1832 et du 26 mai 1848 (8 juin), pour le pouvoir constituant, contre la dissolution de l'Assemblée, pour la démission d'Adolphe Thiers au 24 mai, pour le septennat, pour la loi des maires, contre l'amendement Wallon (30 janvier 1875) et l'amendement Duprat (11 février) et contre les trois lois constitutionnelles (25 février). Il se fait remarquer en déposant, le 31 juillet 1871, une proposition de loi tendant à instaurer le vote familial.
Il se représente sans succès aux élections générales du 20 février 1876 à la Chambre des députés : candidat dans la 1re circonscription de Brive, il n'obtient que 3 451 voix contre 8 138 à Auguste Le Cherbonnier.
Il fait une nouvelle tentative aux élections générales au scrutin de liste du 4 octobre 1885 ; mais il ne réunit, sur la liste conservatrice de la Corrèze, que 13 844 voix sur 58 252 votants.

## Famille
Il épouse, le 15 juin 1839 à Paris, Marie Mathilde Pétronille Gourlez de La Motte (1819-1895), fille d'Auguste Gourlez de La Motte, 1er baron de La Motte et de Pétronille Rosalie Declerck. Ils ont trois enfants.
- Sophie Marguerite de Jouvenel (15 juin 1840 - 12 septembre 1910) épouse Albert Valère Marie Desfontaines d'Azincourt, comte d'Azincourt (17 février 1821 - 26 février 1886), dont descendance ;
- Raoul Marie Bertrand de Jouvenel des Ursins, 3e baron de Jouvenel (29 juillet 1843 - 24 mai 1910) épouse Marie Juliette Émilie Dollé (8 juin 1857 - 4 février 1929), dont descendance ;
- Antoinette Noémie de Jouvenel (1847 - 1849), célibataire, sans enfants.

## Distinctions

### Décorations
- Chevalier de la Légion d'honneur

#### Propositions de loi
- Proposition de loi portant que le drapeau du 88e régiment de ligne portera un voile noir jusqu'à ce qu'il soit autrement décidé par l'autorité militaire, présentée par M. le Baron de Jouvenel, Versailles, Journal officiel, 1871, in-4° plano (BNF 36227682)
- Proposition de loi tendant à modifier la législation électorale, présentée par M. le Baron de Jouvenel, Versailles, Cerf, 2 p., in-4° (BNF 36227680)
- Proposition de loi tendant à attribuer à l'État le monopole de la vente du sel, présentée par M. le Baron de Jouvenel, Versailles, Cerf, 1872, 2 p., in-4° (BNF 36227681)

#### Essai
- Comte Jeneséki (pseudonyme de Léon de Jouvenel), Les Petites filles d'Ève, Paris, É. Dentu, 1881 (3e éd.), IV-269 p., in-18 (BNF 30665024)